# هانی استرلا

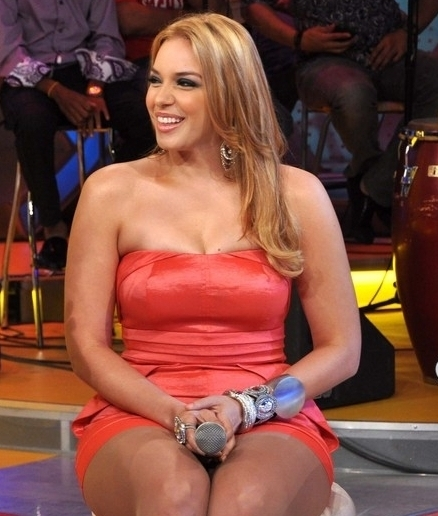

هانی اسمایل گرگوریا هیلاریو استرلا  (زاده 1 ژانویه 1984 در سانتو دومینگو ) که با نام هانی استرلا نیز شناخته می شود، مجری و بازیگر اهل کشور جمهوری دومینیکن است.
در ژوئن 2009 هونی با اجرا در برنامه ای که به زنان اختصاص داشت و او نیز تهیه کننده آن بود به رادیو بازگشت. او از فوریه 2014 به همراه روبرتو آنجل سالسدو مجری برنامه یکشنبه MasRoberto است. هانی استرلا صدای تجاری چندین شرکت یا برند دومینیکن بوده است.